# Francisco Pio Guadalupe Téllez
Francisco Pio Guadalupe Téllez (falecido em 5 de março de 1660) foi um prelado católico romano que serviu como arcebispo de São Domingos (1648–1660).

## Biografia
No dia 23 de novembro de 1648, Francisco Pio Guadalupe Téllez foi escolhido pelo Rei da Espanha e confirmado pelo Papa Inocêncio X como Arcebispo de São Domingos. Em 1649, foi consagrado bispo por Ramón Sentmenat y Lanuza, bispo de Vic com Timoteo Pérez Vargas, bispo emérito de Bagdade, e Blas Tineo Palacios, bispo auxiliar de Granada, como co-consagradores. Téllez serviu como arcebispo de São Domingos até à sua morte no dia 5 de março de 1660. O seu Vigário-geral foi García Polanco.